# Antonio Alcalde y Barriga
Antonio Alcalde y Barriga, O.P. (Cigales, 14 de marzo de 1701-Guadalajara, 7 de agosto de 1792), fue un fraile español elegido por el rey Carlos III para ser obispo de Mérida y posteriormente de Guadalajara, capital de la Nueva Galicia, en Nueva España.

## Biografía
Contaba con 16 años cuando tomó el hábito dominico en el convento de San Pablo, en Cuenca, España. Fue lector de artes, maestro de estudiantes y lector de sagrada teología en varios conventos de su orden por espacio de veintiséis años. Ocupó el puesto de prior en varios conventos de la orden en España antes de trasladarse a la Nueva España. El 18 de septiembre de 1761 fue nombrado por el rey Carlos III obispo de la diócesis de Yucatán, con sede en la ciudad de Mérida, responsabilidad que ejerció del 25 de enero de 1762 al 27 de enero de 1772. A finales del año de 1770 y principios de 1771, fray Antonio Alcalde acudió al IV Concilio Provincial convocado por el entonces arzobispo Francisco Antonio de Lorenzana y Butrón en la catedral metropolitana de la Ciudad de México. Se celebraron durante todo el año de 1771 sesiones conciliares, cuando en los primeros días de agosto el arzobispo ascendió a la primada de Toledo y por consiguiente al cardenalato, lo cual generó cambios en el obispado de Puebla, donde Francisco Fabián y Fuero pasaría al arzobispado de México, y al obispo de Yucatán se le otorgó el título de obispo de Guadalajara. El 12 de diciembre de 1771, con 70 años de edad, llegó a Guadalajara como el XXII obispo de la Diócesis de la Nueva Galicia, y su labor fue fundamental para la creación de dos instituciones: el Hospital Real de San Miguel de Belén y la Real Universidad de Guadalajara. 
Para el impulso del Hospital Real de San Miguel de Belén (hoy Antiguo Hospital Civil), logró que el 26 de febrero de 1787 el ayuntamiento cediera el terreno donde se construiría la obra, que inició el 6 de marzo de ese mismo año. En 1792, poco antes de su fallecimiento, Alcalde consagró el nuevo hospital "a la humanidad doliente". La obra quedó terminada en abril de 1794.
Por otra parte, gracias a las gestiones y aportaciones patrimoniales de fray Antonio Alcalde ante la Corona española, y luego de casi un siglo de haber sido solicitada por vez primera por fray Felipe Galindo Chávez, el 18 de noviembre de 1791 el rey Carlos IV otorgó la cédula real de la fundación de la Real Universidad de Guadalajara. Alcalde solicitó se aplicasen al patrimonio universitario los bienes de la extinguida Compañía de Jesús, incluido el templo y el edificio del antiguo Colegio de Santo Tomás. Finalmente, y de común acuerdo con el presidente de la Real Audiencia, Jacobo Ugarte y Loyola, designó como primer rector de la Universidad al doctor José María Gómez y Villaseñor. Sin embargo, no pudo presenciar la apertura de la Universidad, realizada el 3 de noviembre de 1792, pues falleció el 7 de agosto de ese año.
En Guadalajara es ampliamente recordado por sus generosas obras para esta ciudad. Además de las citadas, el Santuario de Nuestra Señora de Guadalupe, el Sagrario Metropolitano, el Convento de Capuchinas y el Beaterio de Santa Clara, así como la edificación de “Las Cuadritas” –primer complejo habitacional popular en el continente americano–, la dotación de las cátedras del Colegio de San Juan Bautista, la fundación de escuelas primarias para niños y niñas con material didáctico gratuito, las comidas que a diario servía a los pobres, los donativos que hizo en forma anónima, la urbanización de Guadalajara hacia el norte de la ciudad y la mejora de sus calles. También encabezó las gestiones para que la Corona española otorgara permiso para la apertura del Real Consulado de Guadalajara.
Sus restos se encuentran en la parte interior a la izquierda del altar mayor del Santuario de Nuestra Señora de Guadalupe. Por su gran obra realizada en los años que fue obispo de Guadalajara, en los que dotó de gran infraestructura religiosa, civil, médica y educativa a la ciudad, se considera uno de los mayores benefactores de la región. La gran mayoría de estas obras continúan sus labores y siguen en pie.
La reliquia con su corazón se encuentra, por decisión de él, en el convento de las Monjas Clarisas Capuchinas, en Contreras Medellín y Juan Manuel, en el Centro Histórico.
En la ciudad hay 4 sitios importantes que hacen referencia a este gran personaje y son: el monumento en el centro del Jardín o Plaza del Santuario, frente al templo del mismo nombre; su monumento en la Rotonda de los Jaliscienses Ilustres; su estatua en la explanada de la Rectoría de la Universidad de Guadalajara; así como el Paseo Alcalde (antes avenida Alcalde) que es un parque lineal, desde la glorieta de La Normal y hasta el Jardín de San Francisco en la zona centro de la capital de Jalisco.